# Josef Foks
Josef Foks (* 19. března 1954) je bývalý československý fotbalista, obránce. Po skončení aktivní kariéry působil jako rozhodčí v nižších soutěžích.

## Fotbalová kariéra
V československé lize hrál za Baník Ostrava a na vojně za Duklu Praha. Získal ligové tituly v letech 1976 a 1981 s Baníkem Ostrava. V lize odehrál 112 utkání. V evropských pohárech odehrál v Pohárů mistrů evropských zemí 6 utkání a v Poháru vítězů pohárů 8 utkání. V reprezentačním B-týmu nastoupil ve 3 utkáních a v olympijském týmu odehrál 2 utkání. V nižší soutěži hrál za VP Frýdek-Místek.

## Ligová bilance
| Ročník                                   | Zápasy | Góly | Minuty | Klub             |
| ---------------------------------------- | ------ | ---- | ------ | ---------------- |
| 1. československá fotbalová liga 1975/76 | 11     | 0    | -      | Baník Ostrava    |
| 1. československá fotbalová liga 1976/77 | 29     | 0    | -      | Baník Ostrava    |
| 1. československá fotbalová liga 1977/78 | 27     | 0    | 2385   | Baník Ostrava    |
| 1. československá fotbalová liga 1978/79 | 21     | 0    | 1819   | Baník Ostrava    |
| 1. československá fotbalová liga 1979/80 | 22     | 0    | 1762   | Dukla Praha      |
| 1. československá fotbalová liga 1980/81 | 2      | 0    | 43     | Baník Ostrava    |
| Česká národní fotbalová liga 1981/82     | 26     | 1    | -      | VP Frýdek-Místek |
| Česká národní fotbalová liga 1982/83     | 20     | 2    | -      | VP Frýdek-Místek |
| Česká národní fotbalová liga 1983/84     | 24     | 1    | -      | VP Frýdek-Místek |
| Česká národní fotbalová liga 1984/85     | 30     | 2    | -      | VP Frýdek-Místek |
| Česká národní fotbalová liga 1985/86     | 5      | 1    | -      | VP Frýdek-Místek |
| CELKEM 1. liga                           | 112    | 0    | -      |                  |